# Outlaw country
Outlaw country var en trend inom amerikansk countrymusik som uppstod i slutet av 1960-talet och hade sin storhetstid under 1970-talet. Den var i stor utsträckning en reaktion mot det poporienterade, välproducerade Nashvillesoundet som kommit att dominera countryn. Musikerna inom outlaw country-rörelsen byggde i viss mån vidare på den tidigare honky tonk-musiken och hämtade influenser från rock'n'roll, folk och blues.
Termen kommer från låten "Ladies Love Outlaws", skriven av Lee Clayton, som Waylon Jennings spelade in 1972.
Waylon Jennings och Willie Nelson är kanske de två musiker som starkast förknippas med outlaw country. Andra kända namn inom genren är Johnny Cash, David Allan Coe, Billy Joe Shaver, Kris Kristofferson, Hank Williams Jr, Jerry Reed, Leon Russell, George Jones, Townes Van Zandt, John Prine, Tompall Glaser, Johnny Paycheck, Merle Haggard, Jerry Jeff Walker och  Jessi Colter.